# Briachisia briachisia
Briachisia briachisia är en fjärilsart som beskrevs av William Schaus 1928. Briachisia briachisia ingår i släktet Briachisia och familjen tandspinnare. Inga underarter finns listade i Catalogue of Life.